# Jesús Olmedo
Jesús Olmedo (Sevilla, 6 d'octubre de 1973) és un actor espanyol.

## Filmografia

### Cinema
- Nadie conoce a nadie (1999), de Mateo Gil
- Fugitivas (2000), de Miguel Hermoso
- Despacito y a compás (2003)
- Mus (2003), de Patxi Amezcua (curtmetratge)
- Noviembre (2003), d'Achero Mañas
- Recambios (2004), de Manu Fernández
- Semen, una historia de amor (2005), de Daniela Fejerman i Inés París
- 15 días contigo (2005), de Jesús Ponce
- Lola, la película (2007), de Miguel Hermoso
- 8 citas (2008)
- La herencia Valdemar (2010), de Chambelán
- La herencia Valdemar II: La sombra prohibida (2011), de Chambelán

### Televisió
- Hostal Royal Manzanares (1997). Com a Pablo. TVE
- Periodistas (2000). Episòdic. Com a Jesús. Telecinco
- Al salir de clase (2000). Episòdic. Telecinco
- El comisario (2000). Episòdic. Telecinco
- Academia de baile Gloria (2001). Com a Alberto. TVE
- Esencia de poder (2001). Com a Diego Rivera. Telecinco
- Un paso adelante (2003). Antena 3
- El inquilino (2004). Com a Javier. Antena 3
- Géminis, venganza de amor (2004). TVE
- Aquí no hay quien viva (2005). Com a Ricardo. Antena 3
- Hospital Central (2005-2009). Com a Carlos Granados, psicòleg i assistent social. Telecinco
- La chica de ayer (2009). Antena 3
- 90-60-90, diario secreto de una adolescente (2009). Com a Bruno. Antena 3
- Hispania (2010-2012). Com al General Marco. Antena 3
- Imperium (2012). Com a Marco. Antena 3
- Gran Reserva. El Origen (2013) Com a Luis Miranda. La 1

## Premis
| Any  | Premi    | Categoria              | Títol                                       | Resultat  |
| ---- | -------- | ---------------------- | ------------------------------------------- | --------- |
| 2009 | Premi GQ | Millor actor revelació | 90-60-90, diario secreto de una adolescente | Guanyador |